# Кім Фупц Окесон
Кім Фупц Окесон (* 12 вересня 1958 року Вестербро, Копенгаген, Данія) — данський письменник, ілюстратор, гуморист і сценарист.

## Біографія
Після того, як розлучилися його батьки, Кім Фупц Окенсон ріс в Альбертслунні та закінчив гімназію Валленсбек в 1977 році, після чого він навчався у вищій школі Твіндс Райсд (Tvinds Rejsende), основним напрямком якої є вивчення досвіду життя в країнах що розвиваються. Опісля він повернувся до Копенгагена з друзями, де  тримався на плаву завдяки різним творчим професіям. Малював, писав, створював музику і періодично працював у місцевій радіостанції. Перш за все, він виявив свою пристрасть до коміксів, так що після відвідування вечірніх курсів, він почав працювати карикатуристом. Його перші роботи були опубліковані данським газетами Ugeavisen København і Politisk Revy.
Вже випустивши свої два комікси Gå løs på livet (1982) і Kys! (1984), його все більше дратувала наявність термінів, яких він повинен дотримуватися, так що він був зацікавлений в створенні інших форматів книги й з 1984 року разом з «Hvem vover на vække guderne?» опублікував свою першу книжку з малюнками. Працюючи над нею, він виявив, що письмо, зокрема, було для нього відносно легким, тому він все більше покладався на письмо, а менше на малюнок. Хоча він також продовжував працювати карикатуристом для данського тижневика Weekendavisen, але вже в 1992 році, після того як написав кілька дитячих книг, «De Gale» його перший роман.  У своїх дитячих книгах він співпрацював з відомими шведськими та данським ілюстраторами, такими як Катон Тау-Йенсен, Тіна Редвег-Гансен та Отто Дікммісс.
Зокрема, у своїх творах він підіймав такі теми, як  смерть, хвороба і нещастя, і те, як діти з ними мали справу.
Після того, як автор вперше опублікував книгу для дорослих у 1993 році, роман Min Laslo, він провів ще півтора року, навчаючись на сценариста у Національній кіношколі Данії. Сам він пояснив це тим, що працював вдома, у вільному місті Християні, протягом останніх десяти років з дочкою і нікого не бачив, тому хотів знову змінити щось у житті.

### Фільмографія
- 1997: Hannibal & Jerry
- 1998: Sallies historier
- 1999: Der einzig Richtige (Den eneste ene)
- 2000: Miracle – Ein Engel für Dennis P. (Mirakel)
- 2002: Kleine Mißgeschicke (Små ulykker)
- 2002: Okay
- 2003: Alt, neu, geliehen & blau (Se til venstre, der er en svensker)
- 2004: In deinen Händen (Forbrydelser)
- 2004: Lad de små børn…
- 2005: Anklaget
- 2005: Kinamand
- 2005: Chinaman (Kinamand)
- 2006: 1:1
- 2006: En Soap
- 2006: Rene hjerter
- 2007: Andre omgang
- 2007: Wen man liebt (Den man älskar)
- 2008: Der Tanz (Dansen)
- 2008: Little Soldier (Lille soldat)
- 2010: Ein Mann von Welt (En ganske snill mann)
- 2010: Eine Familie (En familie)
- 2011: Happy End
- 2011: Perfect Sense
- 2011: Værelse 304
- 2012: Gnade
- 2014: Kraftidioten (In Order Of Disappearance)
- 2018: Бути Астрід Ліндгрен

## Нагороди

### Фільми

#### Кінопремія Роберт
- 2000: Auszeichnung für das Beste Originaldrehbuch von Der einzig Richtige
- 2001: Nominierung für das Beste Originaldrehbuch von Miracle – Ein Engel für Dennis P.
- 2003: Nominierung für das Beste Originaldrehbuch von Okay
- 2005: Nominierung für das Beste Originaldrehbuch von In deinen Händen
- 2005: Nominierung für das Beste Originaldrehbuch von Lad de små børn…
- 2007: Nominierung für das Beste Originaldrehbuch von Rene hjerter
- 2007: Nominierung für das Beste Originaldrehbuch von En Soap
- 2012: Nominierung für das Beste Originaldrehbuch von Eine Familie

#### Кінопремія Боділ
- 2003: Auszeichnung mit dem Ehrenpreis für die besonderen Leistungen des dänischen Films

## Українські переклади
- 2018: «Мій дідусь став привидом» переклад Наталі Іванчук (видавництво «Чорні вівці»[13])